# Литл, Кларк
Литл Кларк (англ. Clark Little) — фотограф, живущий и работающий на северном побережье Оаху, Гавайи. Жизненноe кредо — «Поймать волну и не погибнуть».

## Жизнь
Кларк Литл родился в Напа, Калифорния в 1968 году; отец был фотографом, семья переехала в North Shore в 1970-х, где Кларк живёт и сегодня. До того как стать профессиональным фотографом, в 2006 году он работал в ботаническом саду Wahiawa как руководитель отдела по надзору за 17 акрами (69000 м²) местных и тропических растений.
Его карьера фотографа началась, когда его жена захотела иметь фотографии их дома и местного побережья. Знания Кларка Литла об океане и его любовь к сёрфингу нашли хорошее применение. Кларк, используя свою доску для сёрфинга и фотокамеры снимал волны в таких необычных ракурсах, что привлек внимание к своим работам во всем мире.
Его работы выставлялись в США, Бразилии, Канаде, Японии, и в журналах, газетах, на телевидении во всем мире.
Менее, чем за три года Кларк обрёл национальное и международное признание благодаря своим фотографиям с Северного Побережья, приняв участие в таких телевизионных шоу, как «Good Morning America», «Inside Edition», «The Today Show», and «ABC World News Now». Работы Кларка были представлены во многих изданиях и газетах, таких, как «National Geographic», «Paris Match (France)», «La Vie (France)», «Sierra Magazine (US)», «Geo (Germany)», «Nature’s Best Photography (US)», «Nikon World», «Practical Photography (UK)», «Rangefinder (US)», «The Guardian (UK)», «The Telegraph (UK)», «Daily Mail (UK)», «Metro (UK)», «The Australian», «Herald Sun (Australia)», « People’s Daily (China)», «Kyunghyang Shinmun (S Korea)», «Surfer’s Journal», «Surfer Magazine», «Surfing Life (Australia)», «Nalu (Japan)», «Hana Hou (Hawaiian Airlines)».